# Universidade de Groningen
A Universidade de Groningen, ou, na sua forma portuguesa, de Groninga, localizada na cidade de Groningen, foi fundada em 1614. É a segunda universidade mais antiga e a terceira maior dos Países Baixos.

## Alunos famosos
- Johann Bernoulli
- Pim Fortuyn
- Johan Huizinga
- Heike Kamerlingh Onnes
- Jan Hendrik Oort
- Willem de Sitter
- Frits Zernike
- Epke Zonderland
- Princesa Laurentien dos Países Baixos

- Príncipe Maurício van Vollenhoven, Príncipe de Orange-Nassau

- Princesa Marilene van Vollenhoven-van den Broek, Princesa de Orange-Nassau
- Príncipe Bernardo van Vollenhoven, Príncipe de Orange-Nassau
- Princesa Annette van Vollenhoven-Sekrève, Princesa de Orange-Nassau